# Saint John (Amerikanische Jungferninseln)
Saint John (dänisch Sankt Jan) ist eine Insel der Amerikanischen Jungferninseln in der Karibik und gehört zum nicht inkorporierten Außengebiet der Vereinigten Staaten. Hauptort der knapp 4000 Einwohner zählenden Insel ist das westlich, in Richtung Saint Thomas gelegene Cruz Bay, wo sich auch der Fährhafen befindet.
Erst nach einem mehrjährigen Machtkampf Dänemarks mit Großbritannien um die unbebaute Insel kam Saint John 1762 zu Dänisch-Westindien. Dänische Kolonisten schufen mit der Hilfe afrikanischer Sklaven Zuckerrohrplantagen, deren Ruinen heute zu den Hauptsehenswürdigkeiten zählen. Mitte des 19. Jahrhunderts zeichnete sich der wirtschaftliche Niedergang der Insel ab. Es gab Sklavenaufstände, und der dänische Gouverneur Peter von Scholten ließ die schwarzen Sklaven 1848 frei. 1917 kaufte die US-amerikanische Regierung die ganze Inselgruppe Dänemark ab, unter anderem gegen das Zugeständnis, den dänischen Anspruch auf Grönland anzuerkennen.

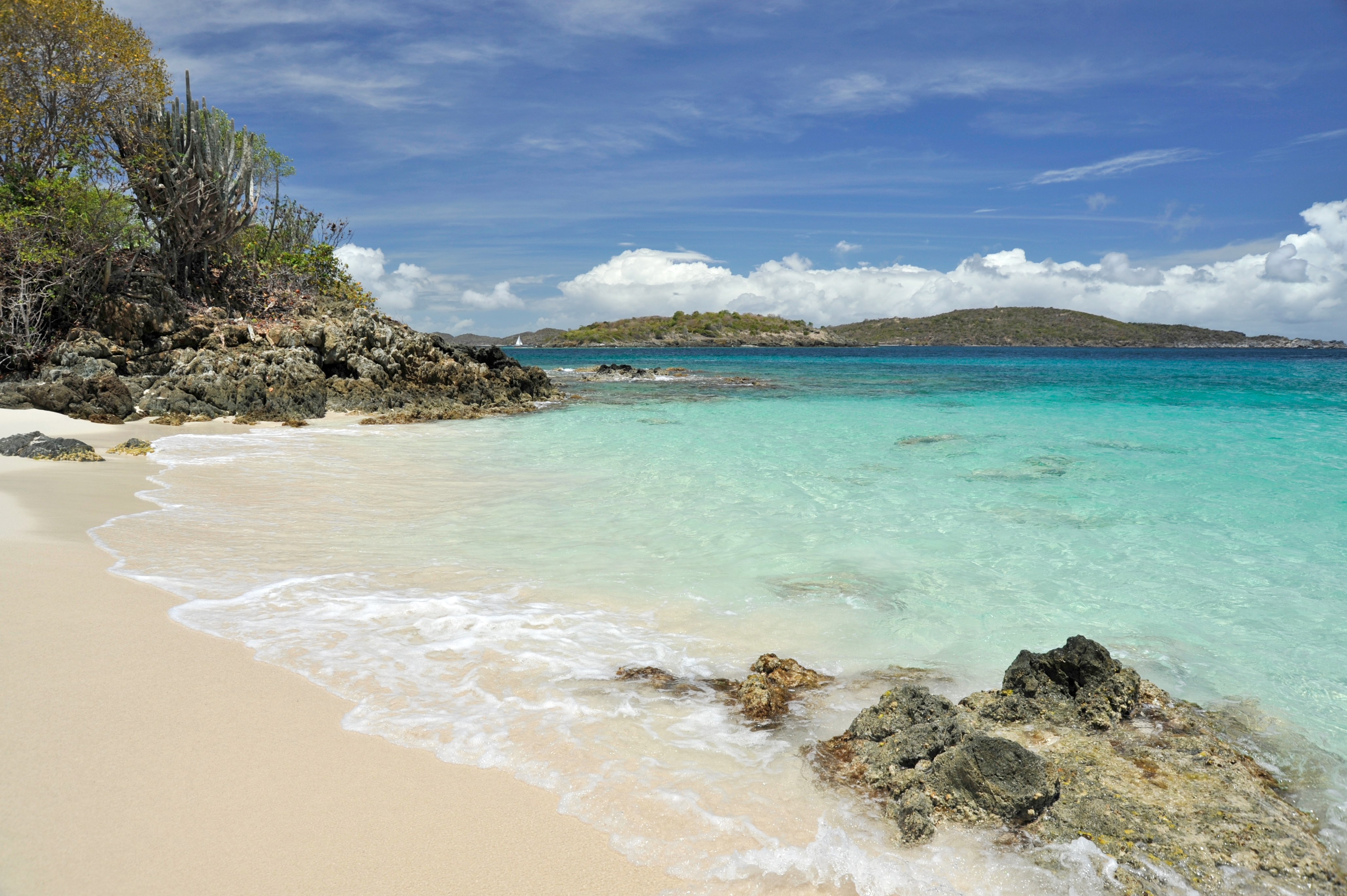
Caneel Bay Turtle Bay Beach

1956 kaufte der amerikanische Milliardär Laurance Rockefeller große Gebiete der Insel. Er schuf dort den Saint John National Park. Es entstanden Arbeitsplätze auf St. John und der Park wurde ein Anziehungspunkt für Touristen. Besondere Attraktionen sind, neben den besagten Ruinen aus den Zeiten des Zuckerrohranbaus, die Strände und damit verbundene Schnorchelmöglichkeiten – in Trunk Bay befindet sich der einzige „Underwater Trail“ eines US-Nationalparks – sowie die verbleibende Primärbewaldung im Süden der Insel.